# Courtedoux
Courtedoux is een gemeente en plaats in het Zwitserse kanton Jura, en maakt deel uit van het district Porrentruy.
Courtedoux telt 750 inwoners.